# 明史紀事本末
『明史紀事本末』（みんしきじほんまつ）は、谷応泰（1620年 - 1690年）著の明王朝の歴史書。紀事本末体で書かれている。順治十五年（1658年）成書。

## 概要
至正十二年（1352年）の建国皇帝朱元璋起兵から、崇禎十七年（1644年）李自成が北京に入って明を滅ぼすまでについて述べられている。官修の『明史稿』・『明史』に先行する私撰の歴史書である。
順治十三年（1647年）、谷応泰は官僚として浙江学政を任され、その傍らで本書の編纂にあたった。張岱『石匱書』・談遷『国榷』・蔣棻『明史紀事』等の私史を参考にしており、張岱・徐倬・張子壇らも作成に協力している。
書中には80個の歴史的事件が時系列順に採録されており、その事件の関係者の発言が数多く集められている。本書は、政治に関しては詳しいが、反面、経済・文化・制度については詳しくない。山東唐賽児の民変・鄖陽の民変・浙閩鉱工の民変などの事件についても記録されている。野史の記述を多く採用していることもあり、誤りや抜けも非常に多い。ただし明の総合歴史書として比較的早期に出版されたため、現在でも明史研究に不可欠の書と言われている。このほか、附録として、作者の歴史論がつけられている。
後に本書を補うため、彭孫貽が『明史紀事本末補編』五巻を、倪在田が『続明史紀事本末』を編集している。

## 日本での受容
日本では江戸時代、『明朝紀事本末』として紹介された。
1730年代、室鳩巣が『駿台雑話』の中で建文帝の逃亡劇について言及している。中国文学者の高島俊男は、これが『明史紀事本末』を参考に書かれたものと考察している。
1919年、幸田露伴が、本書の建文帝の部分を参考にした史伝『運命』を発表している。